# 紅花資料館
紅花資料館（べにばなしりょうかん）は、山形県西村山郡河北町にある河北町立の資料館である。ベニバナに関連する資料や享保雛などを展示している。

## 概要
「べに花の里」として有名な河北町にある全国唯一のベニバナの資料館。富豪だった堀米四郎兵衛の屋敷跡であり、堀米ゆず子（バイオリニスト）の父親の生家でもある。館内には武器や生活用品および古文書など5,000点を保存しており、1982年（昭和57年）にこれらの寄贈を受け、1984年（昭和59年）5月に開館した。

## 館内
- 長屋門 - 江戸末期に建てられた。塀の上壁は紅殻を加え加工したもの。
- 武者蔵 - 1853年に建てられた。
- 工房くれない - 町内に残る蔵を移転復元したもの。紅花染・わら細工などの体験学習の場として利用されている。
- 紅の館 - 各時代の雛人形、紅染衣装等を展示している。
- 御朱印蔵 - 朱印状の収蔵庫。1863年に建立。棟梁は松田仁作、設計および正面の彫刻は細谷藤吉、木鼻の獅子は高山文五郎の作品。
- 座敷倉 - 町内で最も古い蔵の一つ。後世に座敷蔵に改造し、客室として利用されていた。
- 物産館 - 紅花にまつわる物や町内の特産名産品を販売している。

## 入館料
- 個人
  - 一般 400円、高校生 150円、小中学生 70円
- 団体（20人以上）
  - 一般 350円、高校生 120円、小中学生 50円

## 開館時間
- 3月〜10月 9:00〜17:00
- 11月〜2月 9:00〜16:00

## 休館日
- 毎月第2木曜日（祝日の場合は翌日）
- 年末年始（12月29日〜1月3日）

## 交通
- JR東日本奥羽本線（山形新幹線、山形線） さくらんぼ東根駅から車で約15分。